# Мајстори, мајстори
Мајстори, мајстори је југословенски филм снимљен 1980. године у режији Горана Марковића који је писао и сценарио заједно са Мирославом Симићем.
Југословенска кинотека у сарадњи са Вип мобајл, Октобар филмом и Арт филм 80 је дигитално обновила овај филм. Премијера је одржана 24. септембра 2020. године на отвореној локацији на Ташмајдану.

## Радња
Филм прати дешавања и замршене односе у једној основној школи у Београду, а наизглед централни догађај представља свечани испраћај у пензију, дугогодишње чистачице Кеве.
На дан одласка чистачице у пензију у школу долази инспектор како би истражио пријаву против заменика директора школе. Иако замишљена као прилика за опуштање, опроштајна забава креће сасвим другим смером...
Одлазак чистачице представља идеалну прилику за још једну забаву, наравно, о државном трошку. Док се весеље припрема, амбициозни инспектор открива како је школа, споља сјајна, а изнутра влада нетрпељивост. Чистачица, уређена и нашминкана и млади инспектор, ношен жаром истраге, доспевају на исто место - банкет, који ће да постане све осим "достојанственог опроштаја".

## Улоге
| Глумац                 | Улога                                          |
| ---------------------- | ---------------------------------------------- |
| Семка Соколовић-Берток | Директорка школе                               |
| Богдан Диклић          | Мирослав Симић, помоћник просветног инспектора |
| Предраг Лаковић        | Богдан, заменик директора                      |
| Снежана Никшић         | Гордана „Гоца“, наставница енглеског           |
| Миливоје Томић         | Вуксан, благајник                              |
| Тања Бошковић          | Боса, секретарица                              |
| Зоран Радмиловић       | Сава, наставник техничког                      |
| Александар Берчек      | Ђока „Виски“, наставник српског                |
| Павле Вуисић           | Столе, домар                                   |
| Оливера Марковић       | Кристина, наставница биологије                 |
| Миодраг Андрић         | Шиља, наставник физичког                       |
| Стојан Дечермић        | Ћира „Емануела“, наставник ликовног            |
| Мирјана Карановић      | Дуња, наставница математике                    |
| Раде Марковић          | Милоје, просветни инспектор                    |
| Бранко Цвејић          | Коле                                           |
| Мира Бањац             | Љиљана Грбић, сервирка                         |
| Добрила Ћирковић       | Добрила Стојановић, сервирка                   |
| Ратко Танкосић         | Кевин син                                      |
| Смиља Здравковић       | Кева, чистачица                                |

## Занимљиво
- Филм је назван по првом стиху песме „Мајстори у кући“ књижевника Александра Секулића[2] коју рецитује у једној од завршних сцена пијани наставник кога игра Александар Берчек.
- Филм је сниман у основној школи „Ђорђе Крстић” у Жаркову.[3]
- Филм је снимљен за 18 дана, без буџета, а власт га је одмах цензурисала.[4]
- Богдан Диклић глумио је у свом матурском оделу.[4]
- У Дворани Културног центра Београд, на прослави поводом 40 година од премијере филма Горан Марковић је рекао како му велика глумица Рахела Ферари није опростила што је уместо ње за улогу чистачице Кеве ангажовао праву чистачицу из Народног позоришта Смиљу Здравковић, којој је то било прво и једино појављивање на филму.[2]

## Културно добро
Југословенска кинотека је, у складу са својим овлашћењима на основу Закона о културним добрима, 28. децембра 2016. године прогласила сто српских играних филмова (1911–1999) за културно добро од великог значаја. На тој листи се налази и филм Мајстори, мајстори.